# Tanju Kayhan
Tanju Kayhan (* 22. Juli 1989 in Wien) ist ein ehemaliger österreichischer Fußballspieler türkischer Abstammung.

## Karriere

### Verein
Kayhan, Sohn türkischer Einwanderer aus der Provinz Yozgat, begann seine Karriere in der Jugend von Rapid Wien. Von 1999 an spielte er in allen Jugendmannschaften Rapids, ehe er 2007 zu den Amateuren stieß. Sein Debüt für die Amateure gab er aber erst 2008 in der Regionalliga Ost gegen den SV Wienerberg.
Das Debüt in der Bundesliga feierte Kayhan am 15. November 2008 gegen LASK Linz, als er in der 77. Minute für Markus Katzer eingewechselt wurde. Das Spiel endete 5:0 für die Grün-Weißen. Im Frühjahr fiel Kayhan verletzungsbedingt aus.
In der Winterpause 2009/10 wechselte Kayhan leihweise zum Ligarivalen FC Magna Wiener Neustadt, jedoch kam er zur Saison 2010/11 wieder zu Rapid zurück, wo er Stammspieler wurde.
Am 27. Mai 2011 gab Beşiktaş Istanbul die Verpflichtung von Tanju Kayhan bekannt. Seine Ablösesumme betrug 1.050.000 Euro. In seiner ersten Saison in Istanbul kam er zu zehn Einsätzen in der Süper Lig sowie zu zwei Einsätzen in der Europa League – beide gegen Vorjahresfinalist Sporting Braga. Nachdem er in der Hinrunde der Folgesaison nicht zum Einsatz gekommen war, wurde am 4. Dezember 2011 bekannt, dass Kayhan ein Probetraining beim FC Augsburg absolviert. Neben dem FC Augsburg hat Kayhan auch noch beim 1. FC Kaiserslautern ein Probetraining absolviert.
Anfang des Jahres 2013 unterzeichnete Tanju Kayhan eine Leihvertrag bei Mersin İdman Yurdu. Mit dem Saisonende kehrte er zu Beşiktaş zurück und nahm hier am vorsaisonlichen Vorbereitungscamp teil.
In den letzten Tagen der Sommertransferperiode wurde Kayhan an den Ligakonkurrenten Eskişehirspor ausgeliehen. Nachdem Kayhan bei diesem Verein lediglich in drei Pflichtspielen eingesetzt wurde und zuletzt sogar zur Reservemannschaft abgeschoben wurde, löste er seinen Vertrag nach gegenseitigem Einvernehmen auf und kehrte zu Beşiktaş zurück. Für die Rückrunde wurde er dann an den Erstligisten Sanica Boru Elazığspor ausgeliehen.
In der Sommertransferperiode 2014 wechselte er zu Kardemir Karabükspor und unterschrieb dort einen Dreijahresvertrag. Nachdem Karabükspor im Sommer 2015 den Klassenerhalt der Süper Lig verfehlt hatte, verließ Kayhan diesen Klub. Danach wechselte Kayhan im September 2015 zurück nach Österreich zum SK Sturm Graz.
Zur Saison 2016/17 wechselte er zum türkischen Zweitligisten Göztepe Izmir. Mit dem Verein stieg er zu Saisonende in die höchste türkische Spielklasse auf. Zur Saison 2018/19 wechselte Kayhan zum Zweitligisten Adana Demirspor. Ohne Einsatz verließ er Adana Demirspor im März 2020. Nach fast einem Jahr ohne Verein kehrte er im Februar 2021 nach Österreich zurück und schloss sich dem Regionalligisten SV Stripfing an. Im Jänner 2022 wechselte er zum achtklassigen SV Hundsheim, anschließend beendete er nach der Saison 2021/22 seine Karriere.

### Nationalmannschaft
Kayhan spielte 2009 dreimal für die österreichische U-21-Fußballnationalmannschaft. Sein Debüt gab er gegen die italienische U-21-Auswahl.

## Sonstiges
Kayhan hat drei Brüder, die ebenfalls im Fußball aktiv sind oder waren. 
- Ercan stand zuletzt beim SC Ostbahn XI unter Vertrag, wo er seine aktive Karriere im Sommer 2016 beendete.[14]
- Orhan war zuletzt 2014 beim niederösterreichischen Amateurverein SV Furth aktiv.[15]
- Coşkun spielt beim FC Karabakh Wien.[16]

## Erfolge
Mit Göztepe Izmir
- Play-off-Sieger der TFF 1. Lig und Aufstieg in die Süper Lig: 2016/17